# Desnudo masculino I
Desnudo masculino I es un boceto de escultura realizado en terracota (h 49 cm) atribuido a Miguel Ángel, datado en los años 1501-1503 aproximadamente y conservado en la Casa Buonarroti de Florencia. 

## Historia y descripción
La obra se puso en relación por Charles de Tolnay con el perdido Hércules, después de haberlo relacionado anteriormente con el David De Rohan. La obra, que hoy los curadores del museo indican como una "copia de Miguel Ángel", debía ser bien conocida en el siglo XV ya que se encuentra representada en un retrato del artista en su propio  estudio realizado por un autor desconocido del siglo XVI-XVII, y que se encuentra hoy también en la casa Buonarroti. De la obra existirían también varios dibujos y bocetos que se pueden rastrear. Esta obra muestra a un joven de pie en una posa a contrapuesto, con un brazo relajado a lo largo del lateral y el otro mutilado, que según la citada fuente iconográfica, debía estar tendido hacia adelante en un gesto como de oferta. 

Siempre en la casa Buonarroti existe otro boceto de desnudo viril, realizado en cera (h. 56 cm) denominado "II": Este, carente de  brazos y con la rodilla derecha plegada mientras lleva la pierna hacia adelante, había sido considerado un boceto del célebre David de plaza de la Signoria, o del Esclavo rebelde. Estudios recientes lo sitúan en cambio como obra de un  artista florentino anónimo del siglo XVI, y la datan hacia el 1540. 

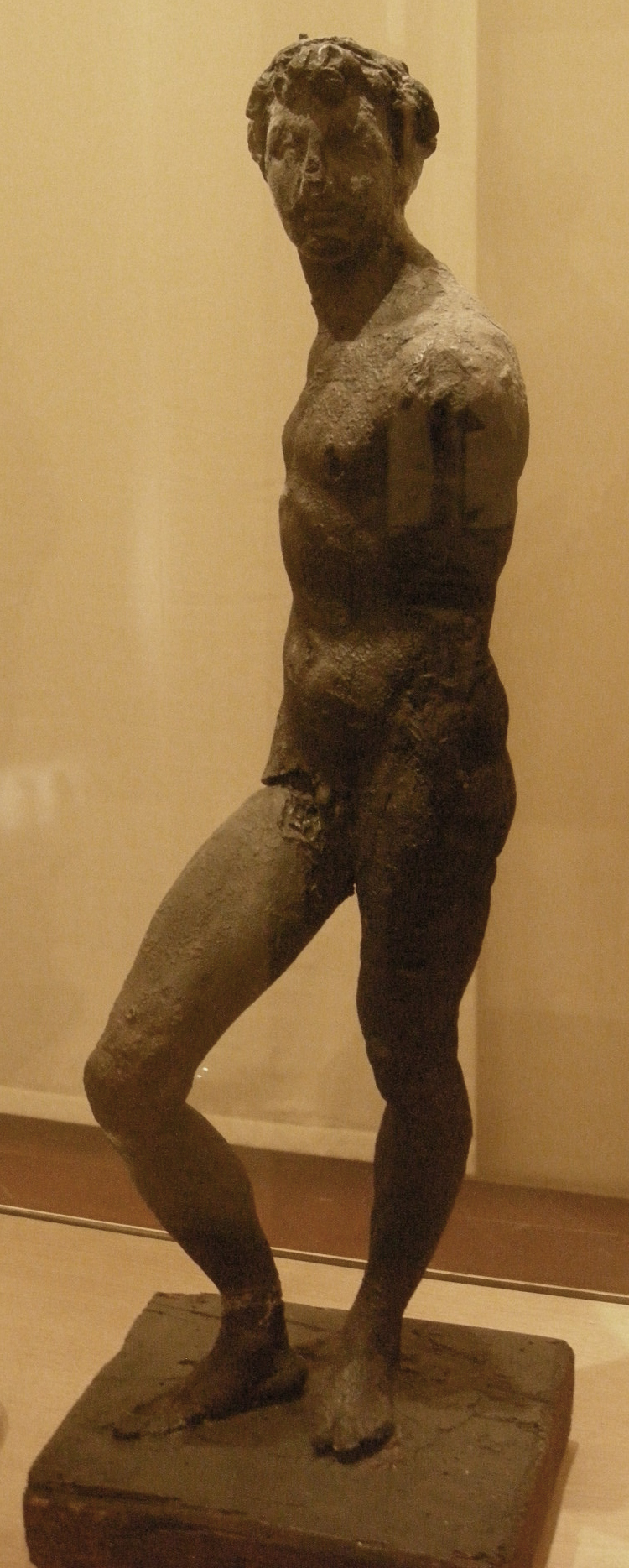
Desnudo viril II
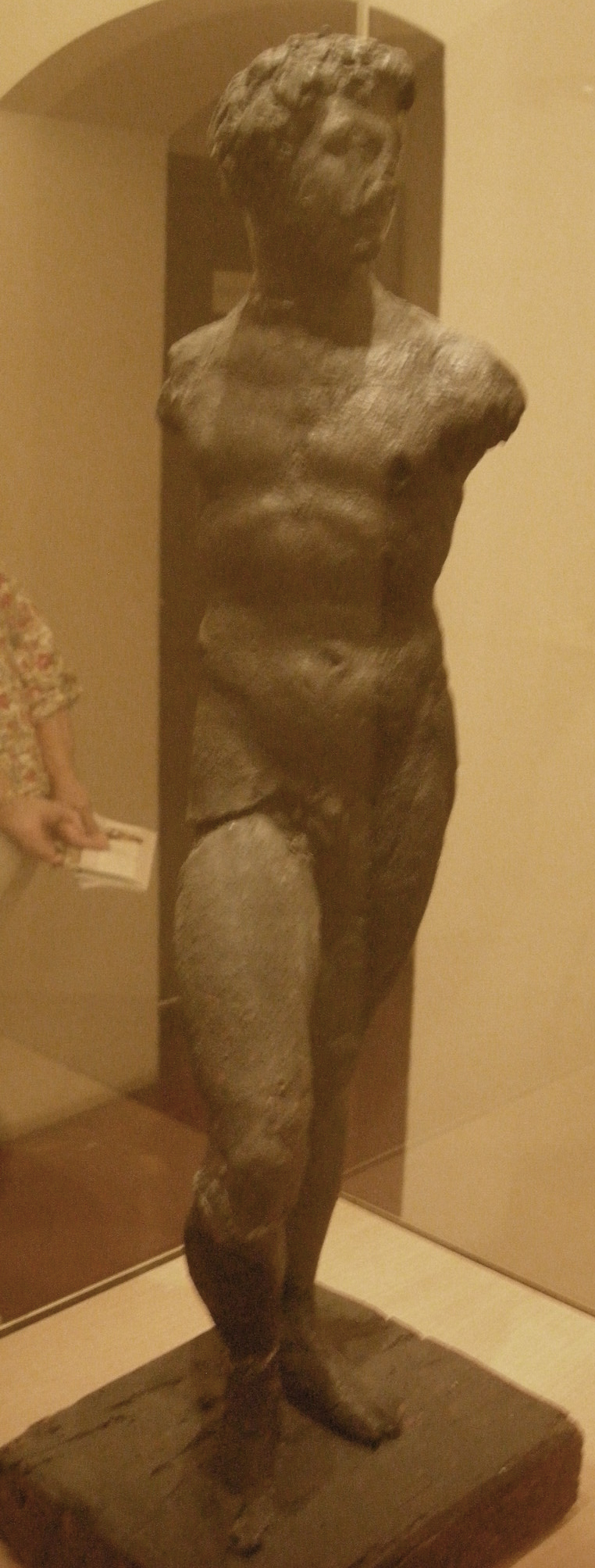
Desnudo viril II